# Toruň (okres Chust)
Toruň, ukrajinsky Торунь, maďarsky Toronya, je obec v Mižhirské vesnické komunitě, v okresu Chust, v Zakarpatské oblasti Ukrajiny. V roce 2025 zde žilo 1344 obyvatel; v celé obci žilo 1994 obyvatel.

## Části obce
- Toruň
  - Ščora, ukrajinsky Щора
  - Rapalosalaš, ukrajinsky Рапалосалаш
- Lopušne

## Historie
První písemná zmínka o obci pochází z roku 1635. Právě od tohoto období se v dokumentech začal objevovat název „Turun-Patak“, které se zpočátku v nezměněné podobě používalo k označení malé horské osady a postupem času se přeměnilo na „Toronya“ a „Torun“. Český badatel Vladimír Šmilauer (1895–1983) se domníval, že název obce navazuje na slovanský lexém „ТОУРЪ“, tedy „tur“ – slovo, kterým se kdysi označovali dnes již vymřelí zástupci rodu evropských divokých býků (poslední zubři byli zabiti v roce 1627).
Po uzavření Trianonské smlouvy byla obec součástí první československé republiky. V březnu 1939 se obec stala součástí nově vyhlášené samostatné Karpatské Ukrajiny. Brzy však byla obsazena maďarskými vojsky. Od roku 1945 byla součástí Ukrajinské sovětské socialistické republiky, která byla součástí SSSR. Od roku 1991 je součástí nezávislé Ukrajiny.

## Pamětihodnosti
- Kostel Nanebevzetí Panny Marie, dřevěný kostel z roku 1809, a opodál stojící dřevěná zvonice.